# Wilhelm Studemund
Wilhelm Studemund, född 3 juli 1843 i Stettin, död 8 augusti 1889 i Breslau, var en tysk klassisk filolog. 
Studemund blev 1868 extra ordinarie professor i Würzburg, 1869 ordinarie professor där, 1870 i Greifswald, 1872 i Strassburg, 1885 i Breslau. 
Studemund inlade stora förtjänster om den latinska paleografin (i synnerhet om dechiffreringen av palimpsester), om Plautuskritiken och om Gajus Institutiones, av vilka senare han tillsammans med Paul Krüger utgav en kritisk upplaga (1877; femte upplagan 1905). Bland hans Plautus-verk kan nämnas Plauti fabularum reliquiæ ambrosianæ, utgiven av Oscar Seyffert (1890).